# 아틀라스 V
애틀러스 V(Atlas V)는 미국의 우주발사체이다. 러시아 엔진 RD-180을 사용하며, 록히드 마틴이 미국 공군을 위해 개발했다. 보잉이 개발한 델타 IV 로켓과 경쟁하고 있다. 2005년부터 미국 공군의 우주 로켓인 타이탄 IV를 대체하여 케이프커내버럴 공군 기지 또는 반덴버그 공군 기지에서 발사되고 있다.

## 역사
타이탄 IIIC는 1965년부터 1982년까지 36회 발사하여 31회 성공했다.
타이탄 I과 같은 기본형에 대형 고체연료 부스터 2개를 붙인 외양의 타이탄 로켓 시리즈는 모델명은 바뀌어도, 1965년부터 2005년까지 계속 사용되었다. 2005년 마지막 발사된 모델은 타이탄 IV 로켓이다.
이러한 타이탄 시리즈는, 에어로진 50과 사산화이질소의 독성이 문제점이었고, 발사비용이 너무 비쌌다.
에어로진 50과 사산화이질소는 러시아, 중국, 북한 등에서 단거리 스커드 미사일부터 ICBM, 우주 로켓에 광범위하게 사용하는 액체연료로, 상온에서 보관이 가능하지만, 독성이 매우 강하고, 가격이 비싸다. 반면에 등유와 액체산소는 연료 가격이 매우 싼 대신에, 액체산소가 극저온 연료라서, 보관이나 취급이 매우 까다롭다.
따라서 타이탄 IV 로켓 시리즈를 모두 퇴역시키고, 개발사인 록히드 마틴은 2018년 기준으로 아틀라스 V를 사용 중이다. 세계에서 가장 발사비용이 싸다는 러시아 RD-180 엔진을 사용한다. 나로호에 사용된 엔진이다. 록히드 마틴의 경쟁사인 보잉은 델타 IV를 발사중이다. 모두 극저온 액체연료 엔진이다.

## 동급 로켓
- 델타 IV
- 프로톤 로켓
- 아리안 5호
- 창정 5호
- GSLV-III
- 안가라 로켓
- 팰컨 9
- H-IIA
- H-IIB
- 제니트 로켓

## 같이 보기
- 반덴버그 공군 기지